# Vorwärtsschnitt

## Vorwärtseinschnitt zur Punktbestimmung

Dreieckskonstruktion ABN über die Winkel φ und ψ

Der ebene Vorwärtsschnitt ist eine trigonometrische Methode zur Punktbestimmung in der Geodäsie. Dies geschieht durch Richtungsmessungen von zwei Standorten A und B zu einem Neupunkt N. Die Koordinaten der beiden Punkte A und B müssen bekannt sein.
Aufgrund der anschaulichen Darstellung als Schnitt zweier Geraden erklärt sich auch der Begriff „Vorwärtsschnitt“ oder „Vorwärtseinschneiden“.
Die Berechnung erfolgt durch Auflösung des Dreiecks ABN oder durch Berechnung des Schnittpunktes N der beiden Strahlen, die von den jeweiligen Standpunkten A und B zum Neupunkt verlaufen. 
Zuerst werden die Dreieckswinkel {\displaystyle \psi } und {\displaystyle \phi } aus den gemessenen Richtungen berechnet:
{\displaystyle \psi =r_{AB}-r_{AN},\quad \phi =r_{BN}-r_{BA}}
Aus den gegebenen Koordinaten {\displaystyle y_{A},x_{A}} und {\displaystyle y_{B},x_{B}} der Punkte A und B lassen sich der Richtungswinkel {\displaystyle \phi _{AB}} und die Basisstrecke {\displaystyle s_{AB}} berechnen (Achtung: Koordinatensystem ist geodätisch gegeben mit y-Achse nach rechts und x-Achse nach oben):
{\displaystyle \phi _{AB}=\arctan {\frac {y_{B}-y_{A}}{x_{B}-x_{A}}},\quad s_{AB}={\sqrt {(y_{B}-y_{A})^{2}+(x_{B}-x_{A})^{2}}}}
Mit dem Sinussatz lassen sich die Dreiecksseiten berechnen:
{\displaystyle a={\frac {s_{AB}\sin \psi }{\sin(\psi +\phi )}},\quad b={\frac {s_{AB}\sin \phi }{\sin(\psi +\phi )}}}
Damit gilt für die Richtungswinkel in den Punkten A und B:
{\displaystyle \phi _{AN}=\phi _{AB}-\psi ,\quad \phi _{BN}=\phi _{BA}+\phi }
Das Berechnen der Koordinaten {\displaystyle y_{N},x_{N}} des Neupunkts erfolgt nun durch polares Anhängen:
{\displaystyle y_{N}=y_{A}+b\sin \phi _{AN},\quad x_{N}=x_{A}+b\cos \phi _{AN}}
Zur Probe kann man nun auch noch von Punkt B aus die Koordinaten rechnen:
{\displaystyle y_{N}=y_{B}+a\sin \phi _{BN},\quad x_{N}=x_{B}+a\cos \phi _{BN}}
Eine Variante des Vorwärtsschnittes ist der Seitwärtsschnitt, wo eine der Messungen in Punkt A oder B durch eine Winkelmessung im Neupunkt selbst ersetzt wird.

## Vorwärtseinschnitt zur Längenermittlung

Vorwartseinschneiden zur Längenermittlung

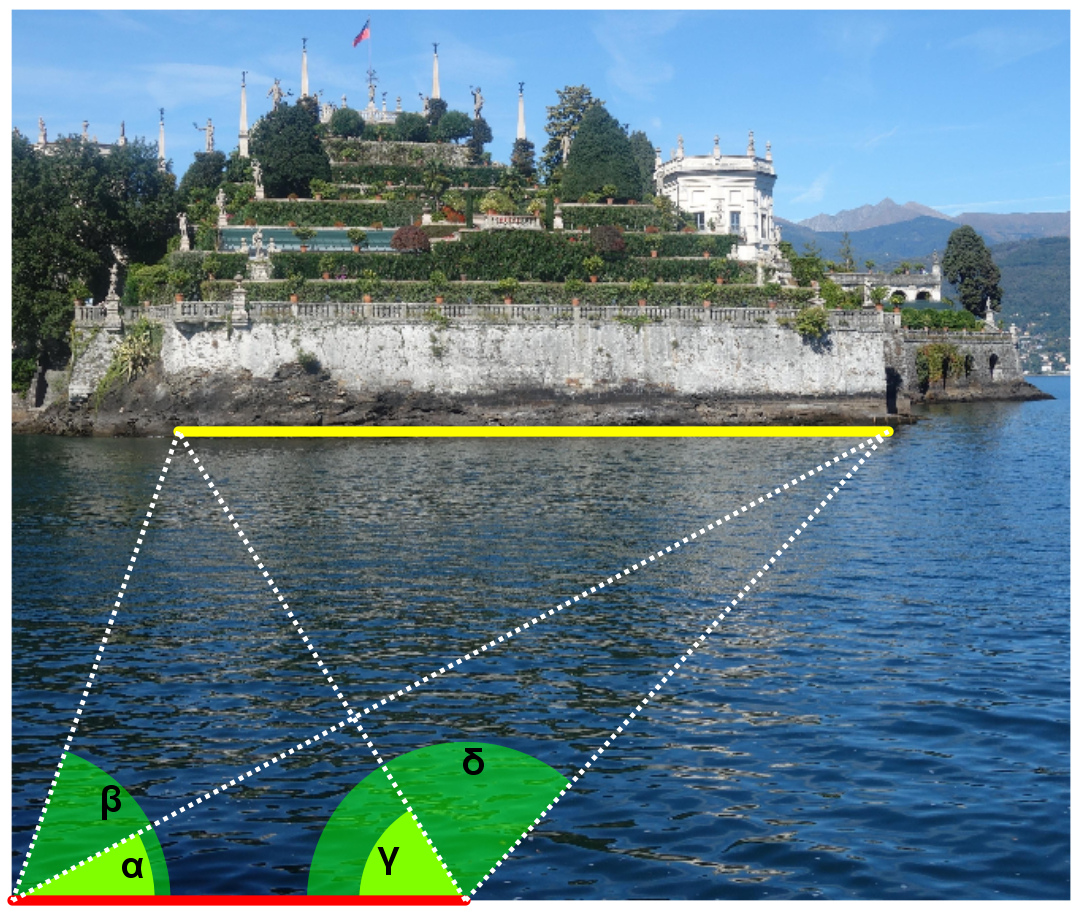
Modellhafte Veranschaulichung: Die Endpunkte der roten Strecke sind Standorte A und B am Ufer des Lago Maggiore. Die Endpunkte der gelben zu messenden Strecke (Länge der unteren Terrassenmauer auf der Isola Bella) sind C und D.

Der Vorwärtseinschnitt zur Längenermittlung ist eine trigonometrische Methode zur Längenermittlung. Dies geschieht durch Richtungsmessungen von zwei Standorten A und B zu den zwei Endpunkten C und D einer Strecke. Der Abstand von A und B muss bekannt sein.
Die Methode wird insbesondere dann angewendet, wenn die beiden Standorte, deren Entfernung voneinander gemessen werden soll, aufgrund der Geländebeschaffenheit nicht zugänglich sind. Zur Winkelmessung eignet sich ein Theodolit. Die gesuchte Entfernung wird mit Hilfe des Sinussatzes und des Kosinussatzes berechnet.
Wie in der oberen Abbildung zu erkennen ist, sind die Winkel {\displaystyle \alpha }, {\displaystyle \beta }, {\displaystyle \gamma } und {\displaystyle \delta }, sowie die Länge der Strecke a, bekannt.
Die Berechnung erfolgt durch Auflösung der Dreiecke ABC, ABD und schließlich ACD.
Zuerst wird im Dreieck ABC über den Sinussatz die Strecke e berechnet:
{\displaystyle {\frac {e}{\sin \delta }}={\frac {a}{\sin(180^{\circ }-\alpha -\delta )}}}
also 
{\displaystyle e={\frac {a\cdot \sin \delta }{\sin(180^{\circ }-\alpha -\delta )}}}
Nun kann man im Dreieck ABD über den Sinussatz die Strecke d berechnen:
{\displaystyle {\frac {d}{\sin \gamma }}={\frac {a}{\sin(180^{\circ }-\beta -\gamma )}}}
also
{\displaystyle d={\frac {a\cdot \sin \gamma }{\sin(180^{\circ }-\beta -\gamma )}}}
Nun hat man zwei Seiten und einen Winkel im Dreieck ACD und kann mit dem Kosinussatz die gesuchte Seite c berechnen:
{\displaystyle c^{2}=d^{2}+e^{2}-2de\cdot \cos(\beta -\alpha )}